# Irving Robbins
Irving Robbins (...) è un astronomo statunitense.
Laureatosi in astronomia all'Università di New York, insegna al College of Staten Island.
Il Minor Planet Center gli accredita la scoperta dell'asteroide 328870 Danabarbato effettuata l'11 dicembre 2009.